# Maureville
Maureville (em occitano:  Maurevila) é uma comuna francesa na região administrativa da Occitânia, no departamento do Alto Garona. Estende-se por uma área de 9.9 km², com 306 habitantes, segundo o censo de 2018, com uma densidade de 31 hab/km².